# Voyage au Parnasse
Le Voyage au Parnasse (Viaje del Parnaso) est une œuvre narrative en tercets de Miguel de Cervantes publiée en 1614. Il raconte le voyage au Parnasse de Cervantes et des meilleurs poètes espagnols pour livrer une bataille allégorique aux mauvais poètes.

## Un voyage littéraire
L’œuvre suit le modèle du Viaggio di Parnaso (1582),, du poète italien Cesare Caporali de Pérouse que Cervantes cite dans la première strophe de son œuvre : 
Un quidam Caporal, italien

de la pérusien de patrie,

de ce que je comprends

de génie grec et de valeur romaine
Le poème raconte un voyage littéraire, mélangeant la géographie réelle et mythique, dans lequel Miguel de Cervantes, monté sur un mulet, entreprend de recruter les meilleurs poètes espagnols pour livrer bataille contre les Médiocres. Il voyage de Madrid à Valence, où, avec l'appui de Mercure, il réunit un contingent de bons poètes qui mettent à l'eau une barque allégorique, faite de vers, pour se rentre à Parnasse où ils livrent bataille aux mauvais poètes qui prétendent le capturer.
Le voyage maritime part de Carthagène, fait étape à Gênes, Rome et Naples, passe le détroit de Messine entre Charybde et Scylla à qui ils offrent en sacrifice Antonio de Lofraso, l'un des poètes embarqués. Finalement ils n’ont pas besoin de jeter le poète sarde. Ils affrontent un navire de mauvais poètes qu'Apollon châtie en utilisant la force de Neptune, ce qui leur fait faire naufrage. L'armée arrive enfin sur les versants du mont Parnasse, boivent de l'eau de Castalie et sont reçus par Apollon, dieu de la poésie.
Après un repos mérité pendant lequel ils rêvent du double aspect de la poésie (élégante et vulgaire), ils entament le combat contre l'armée des mauvais poètes. Les deux armées s'affrontent en utilisant des livres et des poèmes comme munition. La poésie gagne, et ils se réveillent du voyage allégorique.
L'œuvre contient de nombreuses références autobiographiques de Cervantes, depuis sa participation à la bataille de Lepante jusqu'à ses plaintes contre sa malchance littéraire, son auto-revendication comme poète. Il semble pleinement conscient de ses limitations, dès les premiers vers : 
Pour paraître avoir d'un poète

la grâce que le ciel ne m'a pas voulu donner [...]

## Éditions

### Édition d'origine
« VIAGE DEL PARNASO, COMPVESTO POR Miguel de Ceruantes Saauedra. Dirigido a don Rodrigo de Tapia, Cauallero del Habito de Santiago, hijo del señor Pedro de Tapia Oy- dor de Consejo Real, y Consultor del Santo Oficio de la Inqui- sicion Suprema. Año 1614 CON PRIVILEGIO EN MADRID, por la viuda de Alonso Martin. »

### Éditions modernes
- CERVANTES SAAVEDRA, Miguel, Viaje del Parnaso; Poesías sueltas, ed. Vicente Gaos, Madrid, Castalia, 2001 (Clásicos Castalia, 12).  (ISBN 84-7039-911-X)
- ——, Viaje del Parnaso, ed. Florencio Sevilla Arroyo y Antonio Rey Hazas, Madrid, Alianza Editorial, 1997 (OC de Cervantes, 12).  (ISBN 84-206-4362-9)
- ——, Viaje del Parnaso, ed. y com. Miguel Herrero García, Madrid, Instituto "Miguel de Cervantes", 1983 (Clásicos hispánicos. Serie IV, Ediciones anotadas, 5). Reprod. facs. de la ed. de Madrid, Vda. de Alonso Martín, 1614. Bibliografía: p. 20-24.  (ISBN 84-00-05560-8)